# Canoë-kayak aux Jeux olympiques d'été de 2016 - K1 femmes (slalom)
Navigation
Londres 2012 Tokyo 2020
L'épreuve féminine du K1 des Jeux olympiques d'été 2016 de Rio de Janeiro se déroule du 8 au 11 août 2016.

## Résultats
| Rang | Nom                 | Pays               | Tour préliminaire | Tour préliminaire | Tour préliminaire | Tour préliminaire | Tour préliminaire | Tour préliminaire | Demi-finale   | Demi-finale   | Demi-finale   | Finale        | Finale        | Finale        |
| Rang | Nom                 | Pays               | Manche 1          | Pen.              | Manche 2          | Pen.              | Meilleur          | Rang              | Temps         | Pen.          | Rang          | Temps         | Pen.          | Rang          |
| ---- | ------------------- | ------------------ | ----------------- | ----------------- | ----------------- | ----------------- | ----------------- | ----------------- | ------------- | ------------- | ------------- | ------------- | ------------- | ------------- |
| 1    | Maialen Chourraut   | Espagne            | 103.43            | 52                | 102.47            | 4                 | 106.47            | 11                | 101.83        | 0             | 3             | 98.65         | 0             | 1             |
| 2    | Luuka Jones         | Nouvelle-Zélande   | 100.59            | 0                 | 99.96             | 2                 | 100.59            | 4                 | 106.05        | 2             | 7             | 101.82        | 0             | 2             |
| 3    | Jessica Fox         | Australie          | 105.88            | 2                 | 97.51             | 2                 | 99.51             | 2                 | 104.50        | 0             | 5             | 100.49        | 2             | 3             |
| 4    | Jana Dukátová       | Slovaquie          | 100.25            | 2                 | 105.87            | 0                 | 102.25            | 6                 | 104.59        | 2             | 6             | 101.86        | 2             | 4             |
| 5    | Corinna Kuhnle      | Autriche           | 109.63            | 0                 | 107.02            | 0                 | 107.02            | 12                | 101.54        | 0             | 1             | 100.75        | 4             | 5             |
| 6    | Fiona Pennie        | Grande-Bretagne    | 98.52             | 2                 | DNS               |                   | 100.52            | 3                 | 101.81        | 0             | 2             | 101.70        | 4             | 6             |
| 7    | Melanie Pfeifer     | Allemagne          | 113.60            | 2                 | 105.30            | 2                 | 107.30            | 14                | 108.58        | 0             | 10            | 104.89        | 2             | 7             |
| 8    | Stefanie Horn       | Italie             | 102.90            | 4                 | 99.07             | 0                 | 99.07             | 1                 | 108.30        | 0             | 8             | 105.22        | 2             | 8             |
| 9    | Urša Kragelj        | Slovénie           | 104.86            | 2                 | 102.79            | 0                 | 102.79            | 7                 | 106.37        | 2             | 9             | 106.68        | 2             | 9             |
| 10   | Kateřina Kudějová   | République tchèque | 100.06            | 2                 | 98.10             | 8                 | 102.06            | 5                 | 103.78        | 0             | 4             | 106.76        | 2             | 10            |
|      |                     |                    |                   |                   |                   |                   |                   |                   |               |               |               |               |               |               |
| 11   | Natalia Pacierpnik  | Pologne            | 104.38            | 2                 | 117.18            | 50                | 106.38            | 10                | 107.63        | 2             | 11            | non qualifiée | non qualifiée | non qualifiée |
| 12   | Viktoriia Us        | Ukraine            | 109.77            | 0                 | 107.92            | 2                 | 109.77            | 15                | 109.12        | 2             | 12            | non qualifiée | non qualifiée | non qualifiée |
| 13   | Li Lu               | Chine              | 115.63            | 4                 | 103.29            | 4                 | 107.29            | 13                | 109.24        | 2             | 13            | non qualifiée | non qualifiée | non qualifiée |
| 14   | Ashley Nee          | États-Unis         | 109.15            | 4                 | 105.60            | 0                 | 105.60            | 9                 | 112.59        | 4             | 14            | non qualifiée | non qualifiée | non qualifiée |
| 15   | Marta Kharitonova   | Russie             | 109.01            | 2                 | 104.72            | 0                 | 104.72            | 8                 | 108.39        | 52            | 15            | non qualifiée | non qualifiée | non qualifiée |
|      |                     |                    |                   |                   |                   |                   |                   |                   |               |               |               |               |               |               |
| 16   | Marie-Zélia Lafont  | France             | 104.52            | 6                 | 116.67            | 2                 | 110.52            | 16                | Non-qualifiée | Non-qualifiée | Non-qualifiée | Non-qualifiée | Non-qualifiée | Non-qualifiée |
| 17   | Ana Sátila          | Brésil             | 108.80            | 2                 | 99.12             | 50                | 110.80            | 17                | Non-qualifiée | Non-qualifiée | Non-qualifiée | Non-qualifiée | Non-qualifiée | Non-qualifiée |
| 18   | Ella Nicholas       | Îles Cook          | 117.69            | 2                 | 114.72            | 202               | 119.69            | 18                | Non-qualifiée | Non-qualifiée | Non-qualifiée | Non-qualifiée | Non-qualifiée | Non-qualifiée |
| 19   | Yekaterina Smirnova | Kazakhstan         | 125.64            | 2                 | 115.80            | 4                 | 119.80            | 19                | Non-qualifiée | Non-qualifiée | Non-qualifiée | Non-qualifiée | Non-qualifiée | Non-qualifiée |
| 20   | Aki Yazawa          | Japon              | 116.17            | 4                 | 122.00            | 6                 | 120.17            | 20                | Non-qualifiée | Non-qualifiée | Non-qualifiée | Non-qualifiée | Non-qualifiée | Non-qualifiée |
| 21   | Hind Jamili         | Maroc              | 141.12            | 12                | 141.87            | 8                 | 149.87            | 21                | Non-qualifiée | Non-qualifiée | Non-qualifiée | Non-qualifiée | Non-qualifiée | Non-qualifiée |